# Deštné v Orlických horách
Deštné v Orlických horách é uma comuna checa localizada na região de Hradec Králové, distrito de Rychnov nad Kněžnou.